# Antsahana
Antsahana est une commune rurale malgache dans la région d'Ambatosoa.